# Borisenko
Borisenko je priimek več oseb:
- Mihail Harlampovič Borisenko, sovjetski general
- Andrej Ivanovič Borisenko, sovjetski kozmonavt